# Анд, Алексей Дмитриевич
Анд (Андреев) Алексей Дмитриевич (19 января 1962, Киев)  —украинский художник —живописец, представитель магического реализма, использовавший понятие «ассоциативный символизм» в контексте современного изобразительного искусства. По оценке экспертов IV—V международных фестивалей (г. Киев), входит в двадцатку лучших художников Украины. Живёт и работает в Киеве.

## Биография и творчество
Родился  9 января 1962 года в Киеве, Украина.
В 1980 г. закончил республиканскую художественную среднюю школу, Киев, Украина.
В 1988 г. закончил Киевский государственный художественный институт (ныне — Академия изобразительного искусства и архитектуры), факультет живописи.
Педагоги по специальности: академик Чеканюк В. А., академик Стороженко Н.А., профессор Кожеков А.
Член Национального Союза художников Украины с 1994 года. Участвовал в выставочной деятельности  галереи  и творческого объединения "НЕФ" с 1993.
Творческое направление – магический реализм, или же фантастический, для которого характерно, при фигуративном письме, своеобразное  изменение внешнего вида объектов с  проявлением их внутренней сущности. В то же время сам автор  называет свой метод «ассоциативным символизмом», который присущ также сюрреалистическим картинам.
Работы находятся  в коллекции Национального резервного банка, Киев, Украина; в коллекции Благотворительного фонда «Украинский ренессанс», Киев, Украина; в Музее Центрального Архива Министерства обороны СССР, Подольск, Россия; в галереях и частных коллекциях Украины, России, стран Западной Европы и Америки.

### Награды  и достижения
- 1994 Лауреат конкурса «Лучшие художественные произведения года», музей Т. Г. Шевченко, Киев, Украина.
- 1996 Лидер первого аукциона современной украинской живописи «L1», Национальный художественный музей Украины, Киев.
- 1999 Лауреат IV Международного Арт-фестиваля «Национальный Арт-рейтинг», Киев, Украина (каталог).
- 2000 Лауреат V Международного Арт-фестиваля «Национальный Арт-рейтинг», Киев, Украина (каталог).

## Избранные работы

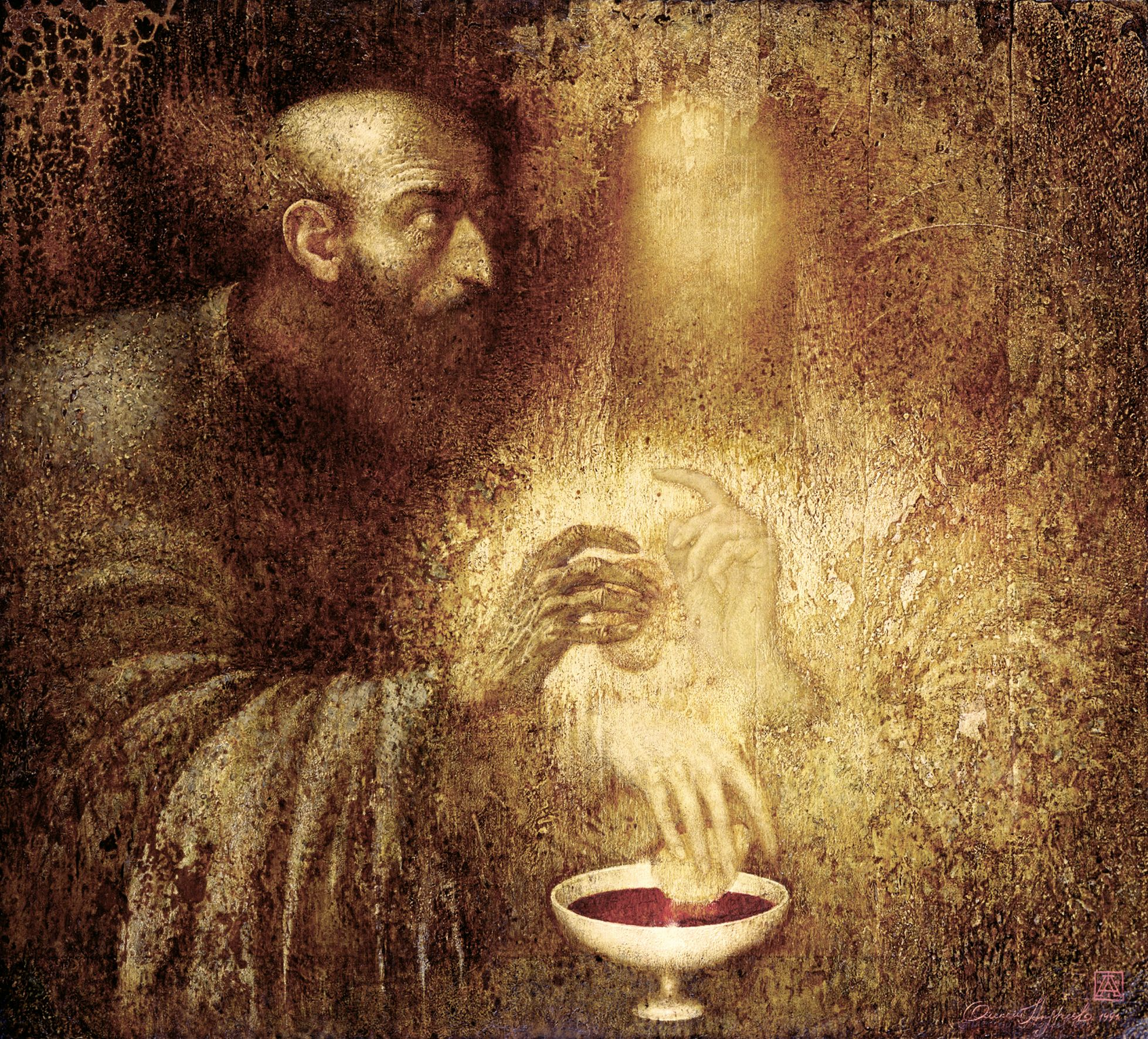
Фатальность, 1991

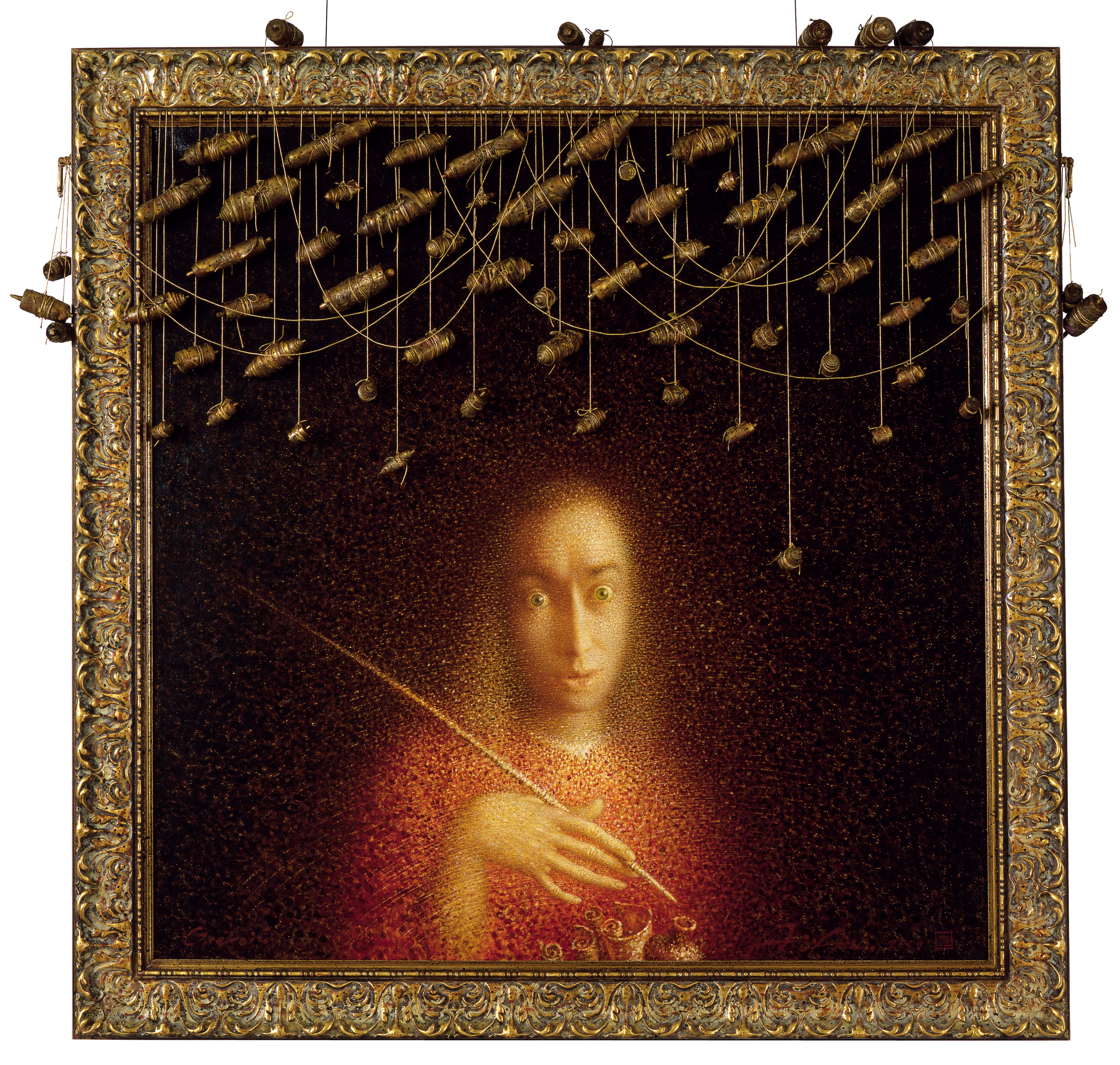
В поисках взаимосвязи, 2002

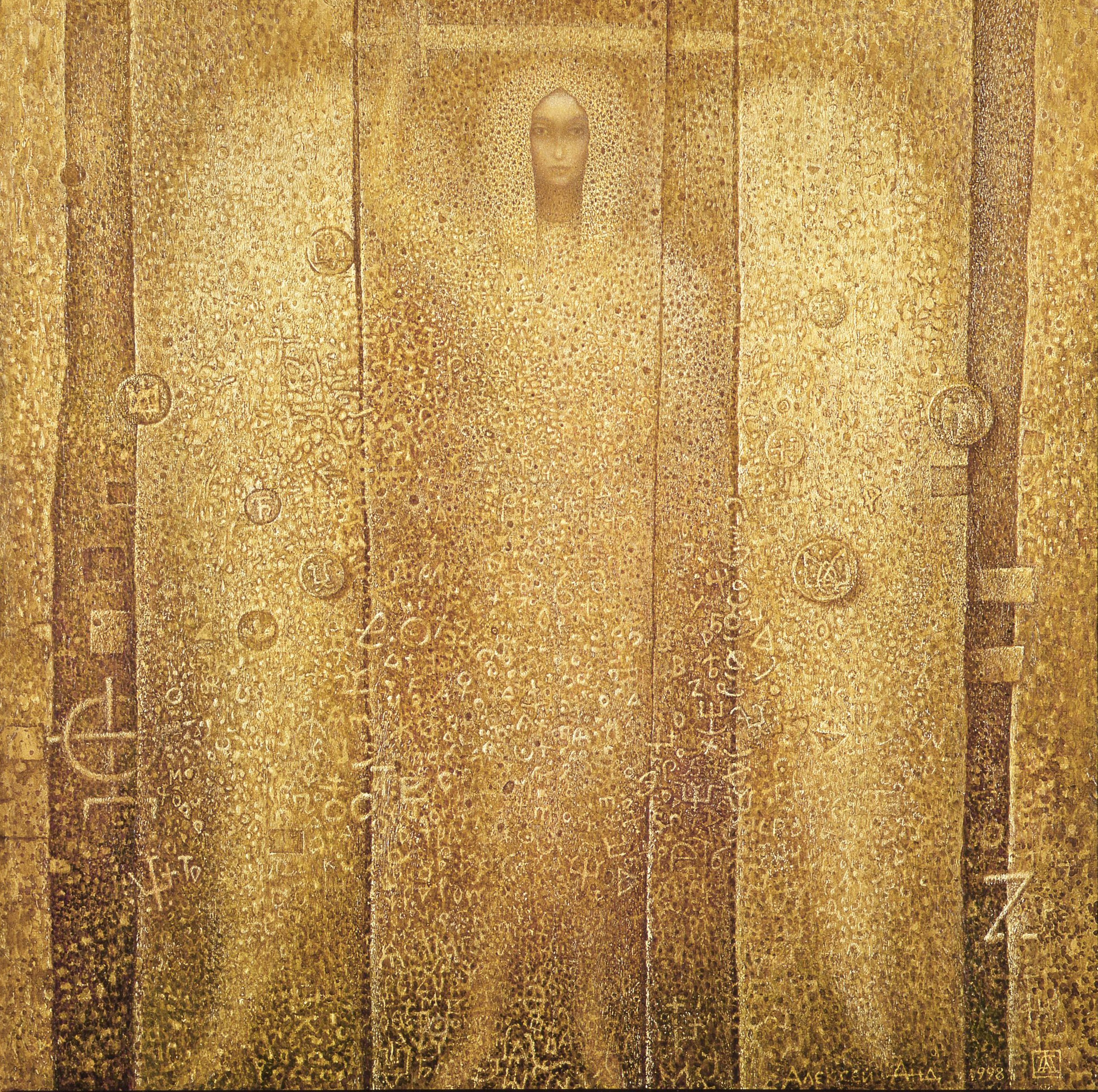
Хранитель символов, 1998

## Выставки
- 1988 «Всесоюзная выставка на соискание золотой медали Академии искусств СССР», Академия художеств СССР, Ленинград, Россия.
- 1988 Всеукраинская выставка изобразительного искусства, Киев, Украина.
- 1989 «Всесоюзная выставка молодых художников», Минск, Белоруссия.
- 1989 Всеукраинская выставка изобразительного искусства, Киев, Украина.
- 1990 «Современное украинское изобразительное искусство», Чикаго, США.
- 1990 Всеукраинская выставка изобразительного искусства, Киев, Украина.
- 1991 «Современное украинское изобразительное искусство», Чикаго, США.
- 1991 Международное Биеннале изобразительного искусства «Відродження», Львов, Украина.
- 1991 Международное Биеннале изобразительного искусства “IMPREZA-1” , Ивано-Франковск, Украина. (каталог)
- 1991 Всеукраинская выставка изобразительного искусства, Киев, Украина.
- 1992 «Современное украинское изобразительное искусство», Нью-Йорк, Чикаго, США.
- 1992 Всеукраинская выставка изобразительного искусства, Киев, Украина.
- 1993 «Современное украинское изобразительное искусство», Нью-Йорк, Чикаго, США.
- 1993 «Современное искусство Украины», Мюнхен, Нюрнберг, Германия.
- 1993 «SAMFO-ART» Киев. (Буклет).
- 1993 Международное Биеннале изобразительного искусства “IMPREZA-2”. Ивано-Франковск, Украина. (каталог).
- 1993 Всеукраинская выставка изобразительного искусства, Киев, Украина.
- 1994 «Современное украинское изобразительное искусство», Нью-Йорк, Чикаго, США.
- 1994 Лауреат конкурса «Лучшие художественные произведения года», музей Т. Г. Шевченко, Киев, Украина.
- 1994 Международный Арт–Ярмарок, Киев, Украина. (каталог).
- 1994 Всеукраинская выставка изобразительного искусства, Киев, Украина.
- 1995 «Современное украинское изобразительное искусство», Нью-Йорк, Чикаго, США.
- 1995 «Изобразительное искусство Украины» в представительстве ООН на Украине, Киев. Украина.
- 1995 Международное Биеннале изобразительного искусства «PAN UKRAINE», Днепропетровск, Украина. (каталог).
- 1995 Всеукраинская выставка изобразительного искусства, Киев, Украина.
- 1996 «Современное украинское изобразительное искусство», Чикаго, США.
- 1996 Лидер первого аукциона современной украинской живописи «L1», Национальный художественный музей Украины, Киев.
- 1996 Авторский проект «Погружение в бессознательное». Национальный историко-культурный заповедник «Киево-Печерская Лавра», Галерея «НЕФ» Киев, Украина.
- 1997 Всеукраинская выставка изобразительного искусства, Киев, Украина.
- 1996 Всеукраинская выставка изобразительного искусства, Киев, Украина.
- 1996 Международный Арт-Фестиваль, Киев, (каталог).
- 1998 Международный Арт-Фестиваль, Киев, Украина (каталог).
- 1998 Всеукраинское Триеннале «Живопись-98», Киев. Украина. (каталог).
- 1998 Персональная выставка. Национальная филармония Украины, Киев, Украина.
- 1999 Международный Арт-Фестиваль, Национальный дворец искусств «Украинский Дом», Киев, Украина. (каталог).
- 2000 Национальный мега-проект «Искусство Украины XX века», Национальный дворец искусств «Украинский Дом», Киев, Украина. (каталог).
- 2000 Всеукраинская выставка изобразительного искусства, Киев, Украина.
- 2000 Международный Арт-Фестиваль, Национальный дворец искусств «Украинский Дом», Киев, Украина. (каталог).
- 2001 Международный Московский салон , Центральный Дом Художника, Москва, Россия, (каталог).
- 2002 Персональная выставка. Национальный историко-культурный заповедник, «Киево-Печерская Лавра», Галерея «НЕФ», Киев, Украина.
- 2003 Персональная выставка. Национальный историко-культурный заповедник. «Киево-Печерская Лавра», Галерея “НЕФ”, Киев, Украина.
- 2004 Персональная выставка. Национальный историко-культурный заповедник. «Киево-Печерская Лавра», Галерея «НЕФ», Киев, Украина.
- 2003 - 2004 Совместный проект «АССОЦИАТИВНЫЙ СИМВОЛИЗМ» Алексей Анд (живопись), Алексей Владимиров (скульптура). Национальный дворец искусств «Украинский Дом», Киев, Украина.
- 2005 – 2006 Всеукраинский мегапроект «Світ Левкасу» (The World of Levkas), г. Киев, г. Одесса, г. Черновцы, г. Ивано-Франковск, г. Львов, Украина; г. Паланга, Литва, (альбом, 3 тома).
- 2006 «Україна від трипілля до сьогодення в образах сучасних художників» Всеукраинская выставка.
- 2009 Юбилейная выставка Киевской организации союза художников Украины «Україна від трипілля до сьогодення в образах сучасних художників».

## Основные художественно-документальные фильмы
- 1996 «Анд та всі причетні», автор Валентина Давиденко
- 1997 «Олексій Анд», автор Валентина Давиденко
- 2004 Программа «Дзеркало», режиссёр Н. Зозуля, Н. Баринова
- 2009 «Украинский художник Алексей Анд», автор М. Лебедев
- 2009 «Стара фреска», автор М. Лебедев
- 2010 «Художник Алексей Анд», автор А. Выдрин (телеканал «Мистецька Рада»)

## Компакт-диск
- Искусство Украины XX столетия, 2000 г. Национальный Арт-рейтинг Украины